# 8-я гвардейская истребительная авиационная дивизия
8-я гвардейская истребительная авиационная Киевская Краснознамённая орденов Суворова и Богдана Хмельницкого дивизия (8-я гв. иад) — соединение Военно-Воздушных сил (ВВС) Вооружённых Сил РККА, принимавшее участие в боевых действиях Великой Отечественной войны.

## История наименований
- ВВС 57-й армии;
- 217-я истребительная авиационная дивизия;
- 8-я гвардейская истребительная авиационная дивизия;
- 8-я гвардейская истребительная авиационная Киевская дивизия;
- 8-я гвардейская истребительная авиационная Киевская Краснознаменная дивизия;
- 8-я гвардейская истребительная авиационная Киевская Краснознаменная ордена Суворова дивизия;
- 8-я гвардейская истребительная авиационная Киевская Краснознамённая орденов Суворова и Богдана Хмельницкого дивизия;
- 174-я гвардейская истребительная авиационная Киевская Краснознамённая орденов Суворова и Богдана Хмельницкого дивизия;
- 174-я гвардейская истребительная авиационная Киевская Краснознамённая орденов Суворова и Богдана Хмельницкого дивизия ПВО;
- Войсковая часть 15410.

## Создание дивизии
8-я гвардейская истребительная авиационная дивизия создана 8 мая 1943 года переименованием за образцовое выполнение заданий командования в боях с немецкими захватчиками и проявленные при этом мужество и героизм 217-й истребительной авиационной дивизии на основании Приказа НКО СССР

## Переименование дивизии
8-я гвардейская Валдайская Краснознаменная ордена Кутузова истребительная авиационная дивизия 20 февраля 1949 года переименована в 174-ю гвардейскую Киевскую Краснознамённую орденов Суворова и Богдана Хмельницкого истребительную авиационную дивизию

## В действующей армии
В составе действующей армии:
- с 23 мая 1942 года по 11 марта 1943 года (как 217-я истребительная авиационная дивизия)[3], всего — 292 дня
- с 12 мая 1943 года по 11 мая 1945 года[3], всего 730 дней

Итого: 1028 дней

## Командиры дивизии
| Звание                           | Ф. И. О.                     | Период                  |
| -------------------------------- | ---------------------------- | ----------------------- |
| Полковник                        | Ларюшкин Илья Павлович       | 02.1943 — 31.10.1943    |
| Подполковник                     | Чупиков Павел Фёдорович      | 31.10.1943 — 05.12.1943 |
| Герой Советского Союза Полковник | Давидков Виктор Иосифович    | 06.12.1943 — 01.08.1947 |
| Полковник                        | Власенко Георгий Григорьевич | ??.10.1952—??.01.1956   |

## В составе объединений
| Дата          | Фронт (округ)                                    | Армия                | Корпус                                 |
| ------------- | ------------------------------------------------ | -------------------- | -------------------------------------- |
| 01.05.1943 г. | авиация Резерва Верховного Главного Командования |                      | 5-й истребительный авиационный корпус  |
| 12.05.1943 г. | Воронежский фронт                                | 2-я воздушная армия  | 5-й истребительный авиационный корпус  |
| 20.10.1944 г. | 1-й Украинский фронт                             | 2-я воздушная армия  | 5-й истребительный авиационный корпус  |
| 10.06.1945 г. | Центральная группа войск                         | 2-я воздушная армия  | 5-й истребительный авиационный корпус  |
| 10.12.1947 г. | Закавказский военный округ                       | 11-я воздушная армия | 5-й истребительный авиационный корпус  |
| 20.02.1949 г. | Закавказский военный округ                       | 11-я воздушная армия | 62-й истребительный авиационный корпус |
| 30.09.1950 г. |                                                  | Бакинская армия ПВО  | 62-й истребительный авиационный корпус |
| 1952 г.       | Бакинский округ ПВО                              |                      | 15-й корпус ПВО                        |
| 01.07.1959 г. | Бакинский округ ПВО                              |                      | 15-й корпус ПВО                        |

## Части и отдельные подразделения дивизии
| Период                  | Наименование                                     |
| ----------------------- | ------------------------------------------------ |
| 01.05.1943 — 1952       | 40-й гвардейский истребительный авиационный полк |
| 01.05.1943 — 01.08.1959 | 41-й гвардейский истребительный авиационный полк |
| 01.05.1943 — 25.03.1947 | 88-й гвардейский истребительный авиационный полк |
| 06.06.1943 — 09.11.1943 | 927-й истребительный авиационный полк            |
| 15.12.1945 — 22.11.1952 | 2-й гвардейский истребительный авиационный полк  |

## Участие в операциях и битвах
- Воздушные сражения на Кубани апрель 1943 — июнь 1943
- Курская битва с 5 июля 1943 года по 23 августа 1943 года
- Белгородско-Харьковская операция с 3 августа 1943 года по 23 августа 1943 года
- Черниговско-Припятская операция с 26 августа 1943 года по 30 сентября 1943 года.
- Киевская наступательная операция с 3 ноября 1943 года по 22 декабря 1943 года.
- Гомельско-Речицкая операция с 10 ноября 1943 года по 30 ноября 1943 года.
- Житомирско-Бердичевская операция с 24 декабря 1943 года по 14 января 1944 года
- Корсунь-Шевченковская операция с 24 января 1944 года по 17 февраля 1944 года.
- Ровно-Луцкая операция с 27 января 1944 года по 11 февраля 1945 года.
- Проскуровско-Черновицкая операция с 4 марта 1944 года по 17 апреля 1944 года.
- Львовско-Сандомирская операция с 13 июля 1944 года по 29 августа 1944 года.
- Карпатско-Дуклинская операция с 8 сентября 1944 года по 28 октября 1944 года.
- Сандомирско-Силезская операция с 12 января 1945 года по 23 февраля 1945 года.
- Нижне-Силезская наступательная операция с 3 февраля 1945 года по 30 марта 1945 года
- Верхне-Силезская наступательная операция с 15 марта 1945 года по 31 марта 1945 года
- Берлинская операция с 16 апреля 1945 года по 8 мая 1945 года.
- Пражская операция с 6 мая 1945 года по 11 мая 1945 года.

## Почётные наименования
- 8-й гвардейской Краснознамённой истребительной авиационной дивизии 6 ноября 1943 года присвоено почётное наименование «Киевская»[8]
- 40-му гвардейскому истребительному авиационному полку За отличие в боях с немецкими захватчиками за освобождение города Тарнополь 26 апреля 1943 года присвоено почётное наименование «Тарнопольский»[9]
- 41-му гвардейскому истребительному авиационному полку За отличие в боях с немецкими захватчиками за освобождение города Черновцы 8 апреля 1944 года присвоено почётное наименование «Черновицкий»[10]
- 88-му гвардейскому истребительному Ордена Богдана Хмельницкого авиационному полку присвоено почетное наименование «Краковский»[11]

## Награды
- 8-я гвардейская истребительная авиационная дивизия Указом Президиума Верховного Совета СССР награждена орденом «Боевого Красного Знамени».
- 8-я гвардейская истребительная авиационная дивизия Указом Президиума Верховного Совета СССР награждена орденом «Суворова II степени».
- 8-я гвардейская истребительная авиационная дивизия Указом Президиума Верховного Совета СССР от 9 августа 1944 года за образцовое выполнение заданий командования в боях с немецкими захватчиками при прорыве обороны немцев на Львовском направлении, проявленные при этом доблесть и мужество награждена Орденом Богдана Хмельницкого II степени.[12].
- 40-й гвардейский Тарнопольский истребительный авиационный полк за образцовое выполнение боевых заданий командования за овладение городами Глейвиц, Хжанув и проявленные при этом доблесть и мужество награждён орденом «Кутузова III степени»[13]
- 41-й гвардейский Черновицкий истребительный авиационный полк за образцовое выполнение боевых заданий командования за овладение городами Глейвиц, Хжанув и проявленные при этом доблесть и мужество награждён орденом «Кутузова III степени»[13]
- 88-й гвардейский истребительный авиационный полк за образцовое выполнение боевых заданий командования за овладение городами Перемышль и Ярослав и проявленные при этом доблесть и мужество награждён орденом «Кутузова III степени»[14]

## Благодарности Верховного Главнокомандующего
- За овладение столицей Украины городом Киев[15]
- За овладение городом Кременец — мощной естественной крепостью на хребте Кременецких гор, усиленной немцами развитой сетью искусственных оборонительных сооружений[16]
- За овладение городом и оперативно важным железнодорожным узлом Чертков, городом Гусятин, городом и железнодорожным узлом Залещики на реке Днестр и освобождении более 400 других населенных пунктов[17]
- За выход на государственную границу с Чехословакией и Румынией на фронте протяжением до 200 километров, овладении городом Серет и занятие свыше 30 других населенных пунктов на территории Румынии[18]
- За овладение областным центром Украины городом Тарнополь — крупным железнодорожным узлом и сильным опорным пунктом обороны немцев на львовском направлении[19]
- За овладение городами Порицк, Горохов, Радзехов, Броды, Золочев, Буек, Каменка, городом и крупным железнодорожным узлом Красное и занятии свыше 600 других населенных пунктов[20]
- За овладение важным хозяйственно-политическим центром и областным городом Украины Львов — крупным железнодорожным узлом и стратегически важным опорным пунктом обороны немцев, прикрывающим пути к южным районам Польши[21]
- За овладение городом и крепостью Перемышль и городом Ярослав — важными узлами коммуникаций и мощными опорными пунктами обороны немцев, прикрывающими пути на Краков[22]
- За овладение городом Дембица — крупным центром авиационной промышленности и важным узлом коммуникаций на краковском направлении[23]
- За овладение городами Ченстохова, Пшедбуж и Радомско[24]
- За овладение городом Краков[25]
- За овладение центром Силезского промышленного района городом Глейвиц и в Польше городом Хжанув[26]
- За овладение городом Гинденбург[27]
- За овладение городами Сосновец, Бендзин, Домброва-Гурне, Челядзь и Мысловице — крупными центрами Домбровского угольного района[28]
- За овладение в Домбровском угольном районе городами Катовице, Семяновиц, Крулевска Гута (Кенигсхютте), Миколув (Николаи) и в Силезии городом Беутен[29]
- За овладение городами Олау, Бриг, Томаскирх, Гротткау, Левен и Шургаст — важными узлами коммуникаций и сильными опорными пунктами обороны немцев на западном берегу Одера[30]
- За разгром окруженной группировки противника юго-западнее Оппельна и овладении в Силезии городами Нойштадт, Козель, Штейнау, Зюльц, Краппитц, Обер-Глогау, Фалькенберг[31]
- За овладение в Силезии, западнее Одера, городами Нейссе и Леобшютц[32]
- За овладение городами Ратибор и Бискау[33]
- За овладение городами Котбус, Люббен, Цоссен, Беелитц, Лукенвальде, Тройенбритцен, Цана, Мариенфельде, Треббин, Рангсдорф, Дидерсдорф, Тельтов и вход с юга в столицу Германии Берлин[34]
- За овладение городам Виттенберг — важным опорным пунктом обороны немцев на реке Эльба[35]
- За овладение городом и крепостью Бреславль (Бреслау)[36]

## Герои Советского Союза и России
- Бородачёв Виктор Иванович, гвардии капитан, командир эскадрильи 40-го гвардейского истребительного авиационного полка 8-й гвардейской истребительной авиационной дивизии 5-го истребительного авиационного корпуса 2-й воздушной армии 1 июля 1944 года Указом Верховного Совета СССР удостоен звания Герой Советского Союза. Золотая Звезда № 2339.
- Горовец Александр Константинович, гвардии старший лейтенант, заместитель командира эскадрильи 88-го гвардейского истребительного авиационного полка 8-й гвардейской истребительной авиационной дивизии 5-го истребительного авиационного корпуса 2-й воздушной армии 28 сентября 1943 года Указом Верховного Совета СССР удостоен звания Герой Советского Союза. Посмертно
- Кулешов Владимир Кузьмич, гвардии  старший лейтенант, штурман 40-го гвардейского истребительного авиационного полка 8-й гвардейской истребительной авиационной дивизии 5-го истребительного авиационного корпуса 2-й воздушной армии 4 февраля 1944 года Указом Верховного Совета СССР удостоен звания Герой Советского Союза. Посмертно
- Лобанов Александр Васильевич, гвардии  старший лейтенант, заместитель командира эскадрильи 41-го гвардейского истребительного авиационного полка 8-й гвардейской истребительной авиационной дивизии 5-го истребительного авиационного корпуса 2-й воздушной армии 28 сентября 1943 года Указом Верховного Совета СССР удостоен звания Герой Советского Союза. Золотая Звезда № 2651
- Левитан Владимир Самойлович, гвардии капитан, командир эскадрильи 88-го гвардейского истребительного авиационного полка 8-й гвардейской истребительной авиационной дивизии 5-го истребительного авиационного корпуса 2-й воздушной армии 26 октября 1944 года Указом Верховного Совета СССР удостоен звания Герой Советского Союза. Золотая Звезда № 4607
- Мишустин Василий Иванович, гвардии  майор, командир эскадрильи 88-го гвардейского истребительного авиационного полка 8-й гвардейской истребительной авиационной дивизии 5-го истребительного авиационного корпуса 2-й воздушной армии 27 июня 1945 года Указом Верховного Совета СССР удостоен звания Герой Советского Союза. Золотая Звезда № 6580
- Никоноров Пётр Михайлович, гвардии  лейтенант, командир звена 88-го гвардейского истребительного авиационного полка 8-й гвардейской истребительной авиационной дивизии 5-го истребительного авиационного корпуса 2-й воздушной армии 1 июля 1944 года Указом Верховного Совета СССР удостоен звания Герой Советского Союза. Золотая Звезда № 1969
- Павлов Александр Георгиевич, гвардии  капитан, командир эскадрильи 41-го гвардейского истребительного авиационного полка 8-й гвардейской истребительной авиационной дивизии 5-го истребительного авиационного корпуса 2-й воздушной армии 28 сентября 1943 года Указом Верховного Совета СССР удостоен звания Герой Советского Союза. Золотая Звезда № 2042
- Семенцов Михаил Иванович, гвардии  старший лейтенант, заместитель командира эскадрильи 41-го гвардейского истребительного авиационного полка 8-й гвардейской истребительной авиационной дивизии 5-го истребительного авиационного корпуса 2-й воздушной армии 28 сентября 1943 года Указом Верховного Совета СССР удостоен звания Герой Советского Союза. Золотая Звезда № 1737
- Семенюк Иван Иванович, гвардии  капитан, командир эскадрильи 40-го гвардейского истребительного авиационного полка 8-й гвардейской истребительной авиационной дивизии 5-го истребительного авиационного корпуса 2-й воздушной армии 1 июля 1944 года Указом Верховного Совета СССР удостоен звания Герой Советского Союза. Золотая Звезда № 2381
- Шварёв Александр Ефимович, штурман 40-го гвардейского истребительного авиаполка 8-й гвардейской истребительной авиационной дивизии 5-го истребительного авиационного корпуса 2-й воздушной армии, генерал-майор в отставке, Указом Президента Российской Федерации от 11 октября 1995 года удостоен звания Герой Российской Федерации (Звезда № 231)
- Шлепов Виктор Петрович, гвардии  капитан, командир эскадрильи 41-го гвардейского истребительного авиационного полка 8-й гвардейской истребительной авиационной дивизии 5-го истребительного авиационного корпуса 2-й воздушной армии 28 сентября 1943 года Указом Верховного Совета СССР удостоен звания Герой Советского Союза. Золотая Звезда № 1232